# El Progreso megye
El Progreso Guatemala legkisebb lakosságú megyéje. Az ország középső részétől kissé keletre terül el. Székhelye Guastatoya.

## Földrajz
Az ország középső részétől kissé keletre elterülő megye Baja Verapaz és egy rövid szakaszon Alta Verapaz, keleten Zacapa, délen Jalapa, délnyugaton-nyugaton pedig Guatemala megyével határos.

## Népesség
Ahogy egész Guatemalában, a népesség növekedése El Progreso megyében is gyors. A változásokat szemlélteti az alábbi táblázat:
| Év             | Lakosság |
| -------------- | -------- |
| 1981           | 81 188   |
| 1994           | 108 400  |
| 2002           | 139 490  |
| 2014 (becsült) | 166 397  |

### Nyelvek
A megyében szinte csak a spanyol nyelvet használják. 2011-ben a lakosság 0,1%-a beszélte a mam, 0,2%-a a kicse, 0,7%-a a kekcsi és 0,5%-a a kakcsikel nyelvet.